# Chețani
Cheţani (in ungherese Maroskece) è un comune della Romania di 2794 abitanti, ubicato nel distretto di Mureș, nella regione storica della Transilvania.
Il comune è formato dall'unione di 7 villaggi: Chețani, Coasta Grindului, Cordoș, Giurgiș, Grindeni, Hădăreni, Linț.